# Tursunovo Brdo
Tursunovo Brdo je naseljeno mjesto u sastavu općine Teočak, Federacija Bosne i Hercegovine, BiH.

## Stanovništvo
| Tursunovo Brdo     |              |
| godina popisa      | 1991.        |
| Muslimani          | 222 (98,67%) |
| Srbi               | 3 (1,33%)    |
| Hrvati             | 0            |
| Jugoslaveni        | 0            |
| ostali i nepoznato | 0            |
| ukupno             | 225          |